# Hygophum taaningi
Hygophum taaningi és una espècie de peix de la família dels mictòfids i de l'ordre dels mictofiformes.

## Morfologia
- Els mascles poden assolir 6,1 cm de longitud total.[4][5]

## Hàbitat
És un peix marí i d'aigües profundes que viu entre 250-1.000 m de fondària.

## Distribució geogràfica
Es troba a l'Atlàntic.